# フォトレジスト
フォトレジスト（英語：photoresist）とは、フォトリソグラフィにおいて使用される、光や電子線等によって溶解性などの物性が変化する組成物である。物質の表面に塗布され、後に続くエッチングなどの処理から物質表面を保護することから、「レジスト」 (resist) の名がある。しかしながら、現在では、感光性を有し、画像様露光・現像によりパターニングを行って表面に画像層を形成することができる物質であればフォトレジストと呼ばれ、必ずしも保護の働きがあるとは限らない。

## ネガ型とポジ型
フォトレジストは、光・電子線との反応方法から大きく分けてポジとネガに分けられる。

### ネガ型
ネガ型は露光された箇所が現像液に対して溶解性が低下し、現像によって露光した部分が残る。現像液には多くが有機溶剤を使用しており、扱いや環境の面でポジ型に対して不利がある。また現像時に溶剤がレジストを膨潤させることから微細配線への対応が難しくなる。これらの事情から現在、半導体向けでは利用が減少傾向にあり、製造元も限られてきている。

### ポジ型
ポジ型は露光された箇所が現像液に対して溶解性が増大し、現像によって露光されなかった部分が残る。現像は金属イオンを含まない有機アルカリ溶液で行う。現像液の具体例としてTMAH(テトラメチルアンモニウムハイドロオキサイド)が最も良く用いられる。
ネガ型のマスクを用いると、露光された部分の溶解性が低下し、版上に残って画線部となる。ポジ型のマスクを用いると、露光されなかった部分が版上に残り、画線部となる。注意点として、ある種の水なし平版印刷版では露光された部分にシリコーンゴムが残り非画線部となるため、フォトリソグラフィにより印刷版を作成する際には原版作成プロセスに留意してネガまたはポジを選択する必要がある。

## 露光波長による分類
フォトレジストは光反応を利用してパターニングするが、その光の種類（光源の種類）によっても分類される。
半導体レーザー（波長 830nm、532nm、488nm、405nm etc.）
メタルハライドランプ
高圧水銀灯
- g線（波長 436nm）
- h線（波長 405nm）
- i線（波長 365nm）
- ブロード(g,h,i線の3波長)

エキシマレーザー
- KrFエキシマレーザー（波長 248nm）
- ArFエキシマレーザー（波長 193nm）
- F2エキシマレーザー（波長 157nm）

極端紫外線；EUV（波長 13.6nm）
電子線
エキシマレーザーおよびEUVは、もっぱら半導体素子の製造に用いられる。
電子線は主に、半導体素子の製造の露光の際に用いられるマスクの製造に用いられる。
半導体レーザーは、例えば平版印刷版 (830nm、532nm、488nm、405nm etc.) やプリント基板 (405nm) のためのデジタルイメージングの走査露光用に用いられる。

## フォトレジストと国際関係
2019年7月、日本は安全保障上の理由をあげて大韓民国向けの半導体素材の輸出管理を強化。この対象品目に日本製が市場を寡占しているフォトレジストが含まれた（詳細は日韓貿易紛争を参照）。韓国の需要家は日本以外のメーカーを捜し、ベルギーの企業と契約。翌年以降の対日輸入依存度を低下させたことから、韓国政府は「日本への依存度を抑えた成果だ」と発表した。なお、肝心のベルギーの企業については、日本のJSRベルギー工場であったことが日本経済新聞の報道で明らかにされている。